# AGBO
（也稱為）是一家位於洛杉磯市中心的美國獨立娛樂公司，由安東尼與喬·羅素（合稱羅素兄弟）與邁克·拉羅卡創立及經營，致力於電影及電視的製作。旗下知名作品如與Netflix合作的電影《驚天營救》（2020年）、《灰影人》（2022年），以及與A24合作、獲獎無數的《媽的多重宇宙》（2022年）。

## 歷史
2015年3月，安東尼與喬·羅素聘請邁克·拉羅卡擔任自家公司製作董事，公司當時名為逃亡製片公司（Getaway Productions）。2015年11月，他們宣布將與Syfy的創作者里克·雷蒙德共同製作電視劇《殺手一班》。公司之後改名為；2018年6月與午夜電台（Midnight Radio）達成了第一筆整體電視交易。根據這筆交易，午夜電台將為創作和製作原創電視節目，其中包括《殺神輓歌》（1979年）的Netflix電視改編版、《夢魘絕鎮》以及《堡壘》。還製作了紀錄劇集《賴瑞·查爾斯：瀕危喜劇世界》，2019年2月15日在上線。
該公司在2018年8月達成了幾部電影交易，第一部是根據尼科·沃克小說《謝里》改編的《迷途之心》，羅素兄弟親自執導。之後不久宣布的其他交易，包括《暴走曼哈頓》（2019年）以及最後公開的《驚天營救》（2020年）；其中，《驚天營救》在上線後獲得廣大迴響，創下該網站當時最高觀看次數，導致同一團隊隨即展開續集的開發。
2020年3月10日，的《家靈》被IFC午夜收購，同年7月上映。而《迷途之心》則被蘋果公司買下，定於2021年2月發行。同在2021年2月，該公司與Spotify簽署了一項協議。2022年1月，將價值4億美元的少數股權出售給電子遊戲開發商樂線，由於樂線持有38%的股份，因此價值達11億美元。

## 作品列表

### 電影
| 年份 | 標題                     | 導演                                 | 美國發行商           | 附註     |
| ---- | ------------------------ | ------------------------------------ | -------------------- | -------- |
| 2018 | 《暗殺國度》             | 山姆·萊文森                          | 霓虹公司、Refinery29 | 以的名義 |
| 2019 | 《暴走曼哈頓》           | 布萊恩·寇克                          | STX娛樂              |          |
| 2019 | 《血戰摩蘇爾》           | 馬修·麥可·卡納漢                     | Netflix              |          |
| 2020 | 《家靈》                 | 娜塔莉·艾瑞卡·詹姆士（Natalie Erika James）             | IFC午夜              | 以的名義 |
| 2020 | 《驚天營救》             | 山姆·哈格雷夫                        |                      |          |
| 2021 | 《迷途之心》             | 安東尼與喬·羅素                      | Apple TV+            |          |
| 2022 | 《媽的多重宇宙》         | 關家永與丹尼爾·舒奈特                | A24                  | 以的名義 |
| 2022 | 《灰影人》               | 安東尼與喬·羅素                      |                      |          |
| 2023 | 《驚天營救2》            | 山姆·哈格雷夫                        |                      |          |
| 2023 | 《惡魔遊戲》             | 阿里·科斯塔（Ari Costa）與艾倫·塞萊博格魯（Eren Celeboglu） | 垂直娛樂             | 以的名義 |
| 2024 | 《電幻國度》             | 安東尼與喬·羅素                      |                      |          |
| 2026 | 《復仇者聯盟：末日之戰》 | 安東尼與喬·羅素                      | 華特迪士尼工作室電影 |          |
| 2027 | 《復仇者聯盟：秘密戰爭》 | 安東尼與喬·羅素                      | 華特迪士尼工作室電影 |          |

### 電視
| 年份 | 標題                          | 創作者                                    | 美國發行商         | 附註     |
| ---- | ----------------------------- | ----------------------------------------- | ------------------ | -------- |
| 2019 | 《殺手一班》                  | 里克·雷蒙德與迈尔斯·奥里昂·费尔德索特（Miles Orion Feldsott） | Syfy               | 以的名義 |
| 2019 | 《賴瑞·查爾斯：瀕危喜劇世界》 | 賴瑞·查爾斯                               | Netflix            |          |
| 2022 | 《夢魘絕鎮》                  | 約翰·格里芬（John Griffin）                           | Epix               |          |
| 2023 | 《堡壘》                      | 喬許·阿佩爾鲍姆與布萊恩·歐（Bryan Oh）            | Amazon Prime Video | 以的名義 |
| 2024 | 《堡壘：黛安娜》              | 亞歷桑德羅·法布里                         |                    |          |
| 2024 | 《堡壘之韓妮邦尼》            | 希塔·R·梅農（Sita R. Menon）                           |                    |          |

## 外部連結
- 官方网站